# British Shorthair
El británico de pelo corto o british shorthair es una raza de gato que desciende del cruce entre los gatos que llevaron a Britania los romanos y los nativos de la isla. Estos gatos se protegen muy bien del clima británico por su pelaje doble e impermeable.
Es una de las razas de gatos más antiguas conocidas. En tiempos modernos, sigue siendo la raza con pedigrí más popular en su país natal, según el Consejo de Gobernación de Gatos del Reino Unido (GCCF). Un cuarto de todos los gatitos registrados en el GCCF cada año son British Shorthairs, convirtiéndolos en los gatos de pedigrí más populares en el Reino Unido.
La apariencia amigable y el temperamento relativamente tranquilo de la raza la han convertido en una estrella mediática frecuente, sobre todo como inspiración para la famosa ilustración del Gato de Cheshire en Alicia en el país de las maravillas. El perfil de la Asociación de Amantes de los Gatos señala: "Cuando se observa torpeza, el British Shorthair se siente avergonzado, pero se recupera rápidamente con una 'sonrisa de gato de Cheshire'".

## Historia
Los orígenes del British Shorthair se remontan al primer siglo d. C., lo que lo convierte en una de las razas de gatos más antiguas y reconocibles del mundo. Estos gatos fueron importados por los romanos para mantener los campamentos libres de serpientes, ratones e insectos.
Con el tiempo, se cruzaron con los gatos monteses europeos locales, dando lugar a una raza distintiva de gatos grandes y robustos con pelaje corto y espeso, ideales para las condiciones de sus islas nativas. El British Shorthair moderno mantiene esta apariencia según representaciones artísticas.

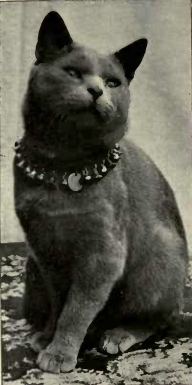
Ejemplo temprano del "tipo inglés" de British Shorthair, de El Libro del Gato de Frances Simpson, 1903

En el siglo XIX, la crianza selectiva se enfocó en desarrollar la variante azul-gris llamada "British Blue" o "tipo inglés" (para diferenciarla del tipo "ruso" más delgado). Se atribuye a Harrison Weir, amante de los gatos y artista británico, la idea inicial de estandarizar la raza. Otros sugieren la participación de un grupo de criadores. El British Shorthair nuevo se presentó en la primera exposición de gatos en el Crystal Palace de Londres en 1871, organizada por Weir, y fue muy popular al inicio.
Hacia 1900, con la llegada de razas como los Persas, el British Shorthair perdió popularidad y la cría se volvió escasa debido a la Primera Guerra Mundial. Para contrarrestar esto, los criadores cruzaron Persas en sus líneas de sangre. Estos genes dieron origen al British Longhair. Durante ese tiempo, los gatos de pelo largo se incluyeron en el programa de cría de Persas. Dado que los gatos azules eran juzgados juntos como variantes de una raza de facto, también se cruzaron British con Russian Blue.

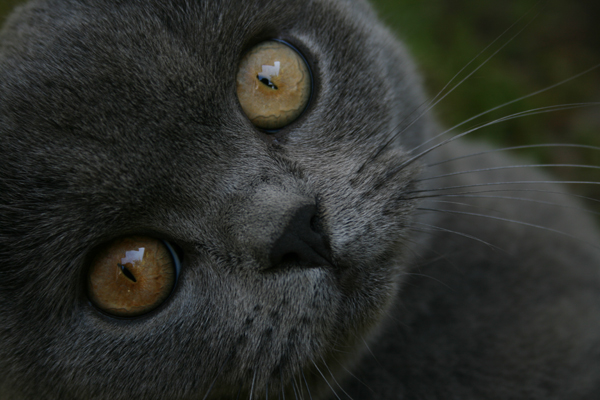
Joven macho British Blue mostrando los ojos de cobre típicos de los gatos con pelaje 'azul'

Después de la guerra, para mantener el estándar de la raza, el GCCF decidió aceptar solo cruces de tercera generación entre Persas y British Shorthair. Esto condujo a otra escasez de ejemplares puros para la cría hacia la Segunda Guerra Mundial, momento en que se reintrodujeron el Persa y el Russian Blue. Los criadores de British Shorthair también trabajaron con los Chartreux franceses, una raza similar en apariencia aunque genéticamente no relacionada con el British Blue. Los criadores trabajaron para restaurar el tipo británico original y hacia finales de la década de 1970, el distintivo British Shorthair obtuvo reconocimiento formal tanto de la Asociación de Amantes de los Gatos (CFA) como de la Asociación Internacional del Gato (TICA). Según los datos del registro del GCCF de 2013, nuevamente es la raza con pedigrí más popular en su país natal.

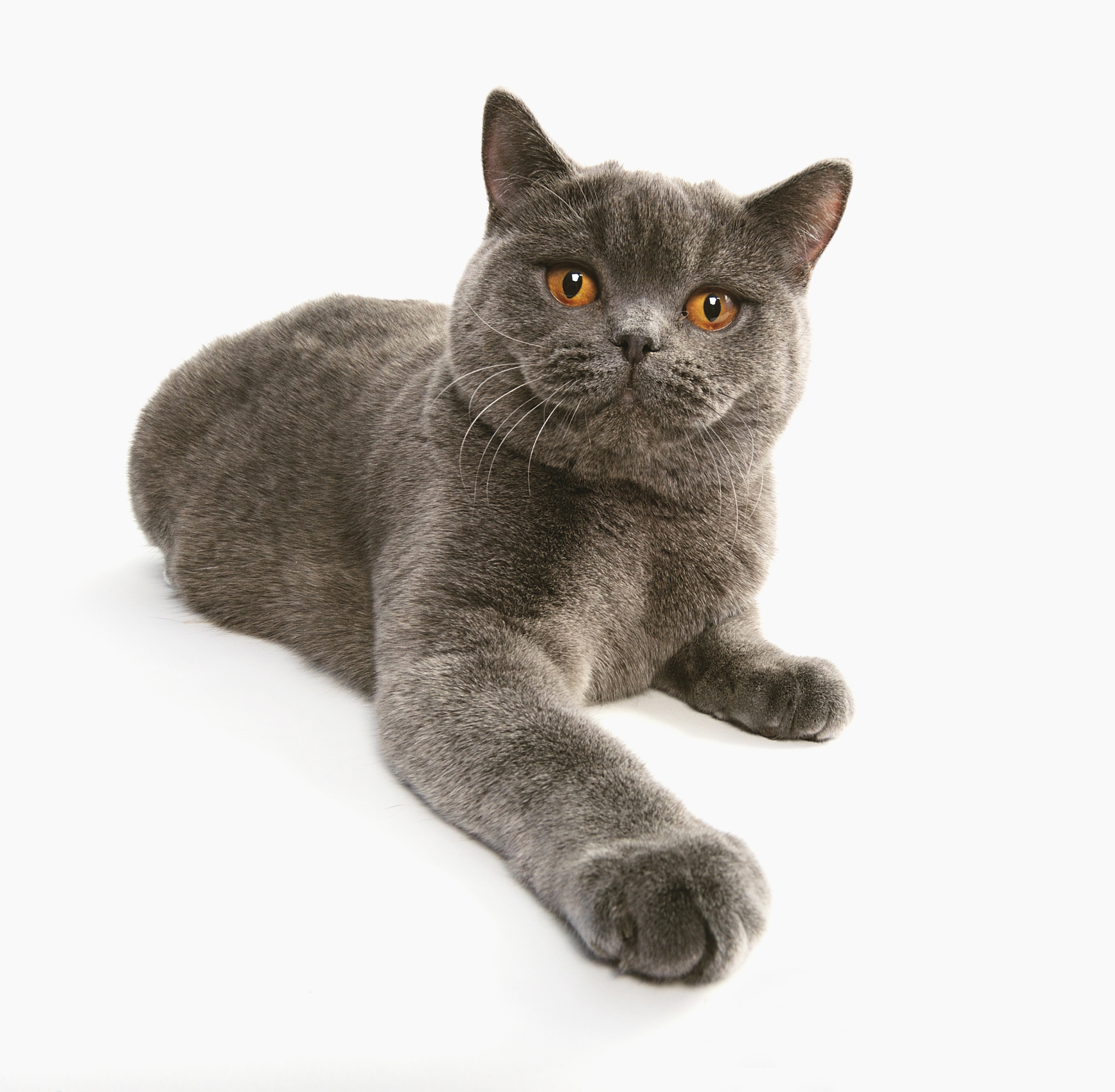
British Shorthair Blue (Bri a).

## Carácter
El carácter del British Shorthair es el de un gato muy dulce y mimoso al que le encantan las caricias y el sentirse querido, dependiente de sus dueños, a los que adora y sigue a todas partes, y es también buen amigo de los niños, con los que juega aunque haya pasado ya de ser un cachorro y se haya convertido en un gato adulto.
Aunque también les gusta la vida tranquila y plácida, necesitan su dosis diarias de juegos y correrías por casa para mantener un buen tono muscular. Casi siempre son solo unos minutos que se disfrutan viendo como juega y como invita a unirse al juego a sus dueños.
Son gatos juguetones, de carácter alegre que se adaptan a la vida tanto en un pequeño apartamento como a la vida en el campo.
Se llevan muy bien con otros gatos y su relación con perros es también muy buena.
En definitiva, el British es un gato tranquilo aunque juguetón, dulce sin llegar a ser empalagoso y sobre todo una adorable mascota.
Por todo lo mencionado, por su carita mofletuda, su cuerpo rechoncho y su pelo que parece de peluche, el British está teniendo cada vez más aceptación y se está convirtiendo en el gato más buscado para compañía. 

## El British perfecto
El British es de talla mediana y grande, con un porte sólido y majestuoso. Tiene cuerpo de luchador con flancos anchos. Las patas son robustas, con pies redondos y ligeramente más cortas que el cuerpo. La selección ha potenciado los volúmenes para acentuar un aspecto solemne. Esta apariencia la refuerza su gran cabeza inconfundible, con pelo corto, y todavía más poderosa que la garganta. La nariz es recta, corta y ancha. Las orejas son de tamaño mediano, redondeadas, anchas en la base y muy separadas entre sí. Los ojos grandes, separados y redondos, son de colores intensos, en armonía con los mantos. La cola, de una longitud equivalente a dos tercios del cuerpo, es gruesa en la base y se afina hasta la punta, que es redondeada. El pelo, que no se adhiere al cuerpo, es más denso y sedoso que el de un gato común de pelo corto, y posee una textura muy compacta.

## Los colores del pelo
El British Shorthair muestra un amplio abanico de variedades de color: 
blanco; negro y su dilución, azul; rojo y su dilución, crema; tricolor; chocolate y su dilución, lila; silver; golden; y desde la Asamblea General de FIFe (26-27 may de 2011, en Bucarest), canela y su dilución, fawn. 
Además se puede encontrarlos en muchísimos patrones: tortie, bicolor o con blanco (bicolor, arlequín, van); tabby (con sus variedades: blotched, mackerel, spotted y ticked; con sus modificaciones: broken y marbled) y también shaded (las puntas de los pelos del pelaje con un tono distinto, más oscuro). Además, desde 1991 también está reconocido en la raza British Shorthair el patrón colour point (el mismo que el del siamés tradicional). 
Por otro lado, el color de ojos para los mantos de color sólido y a menudo tabby es el cobre, aunque igual se puede encontrar otras variedades de color de ojos (como azul, verde, turquesa, marrón, etcétera) , que vienen regulados según el color y tipo de manto por la normativa de la Fédération Internationale Féline. Para ver las asociaciones homologadas en cada país, pulsa aquí: .

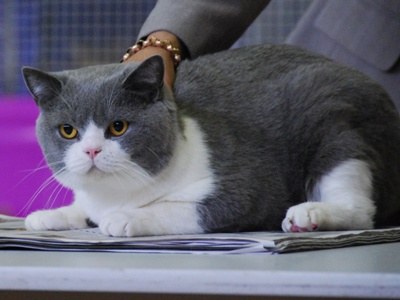
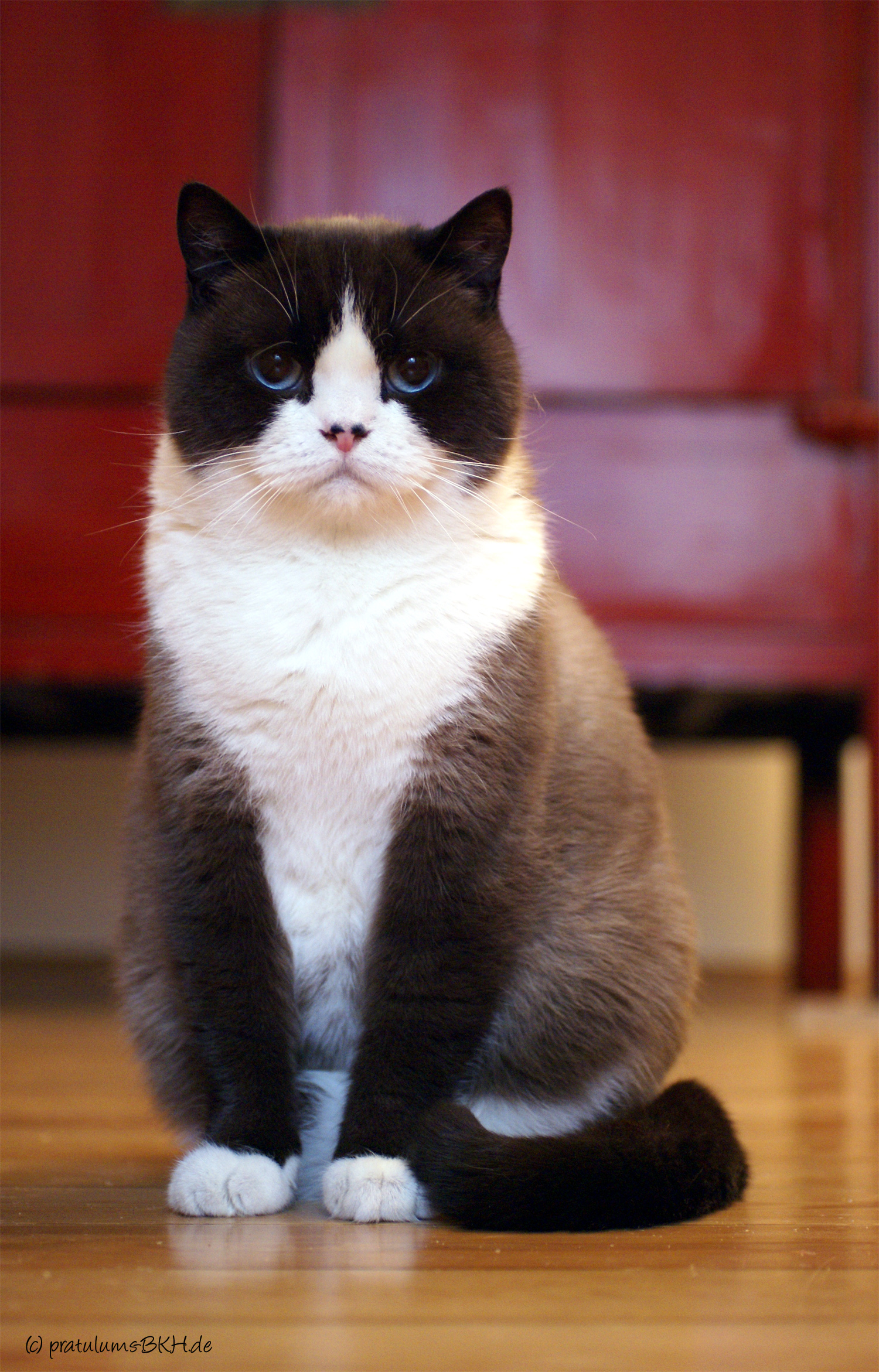
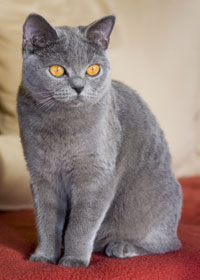
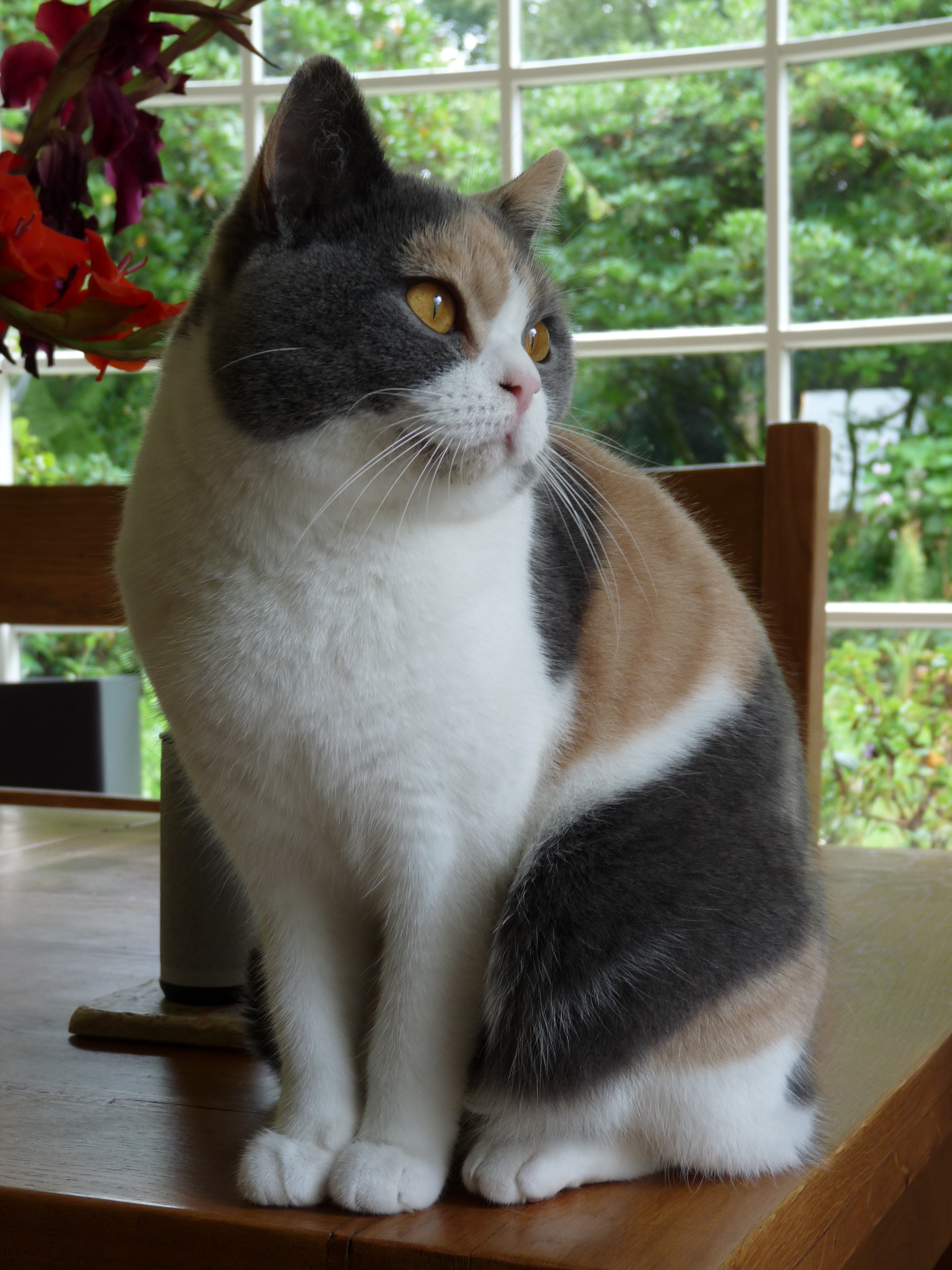
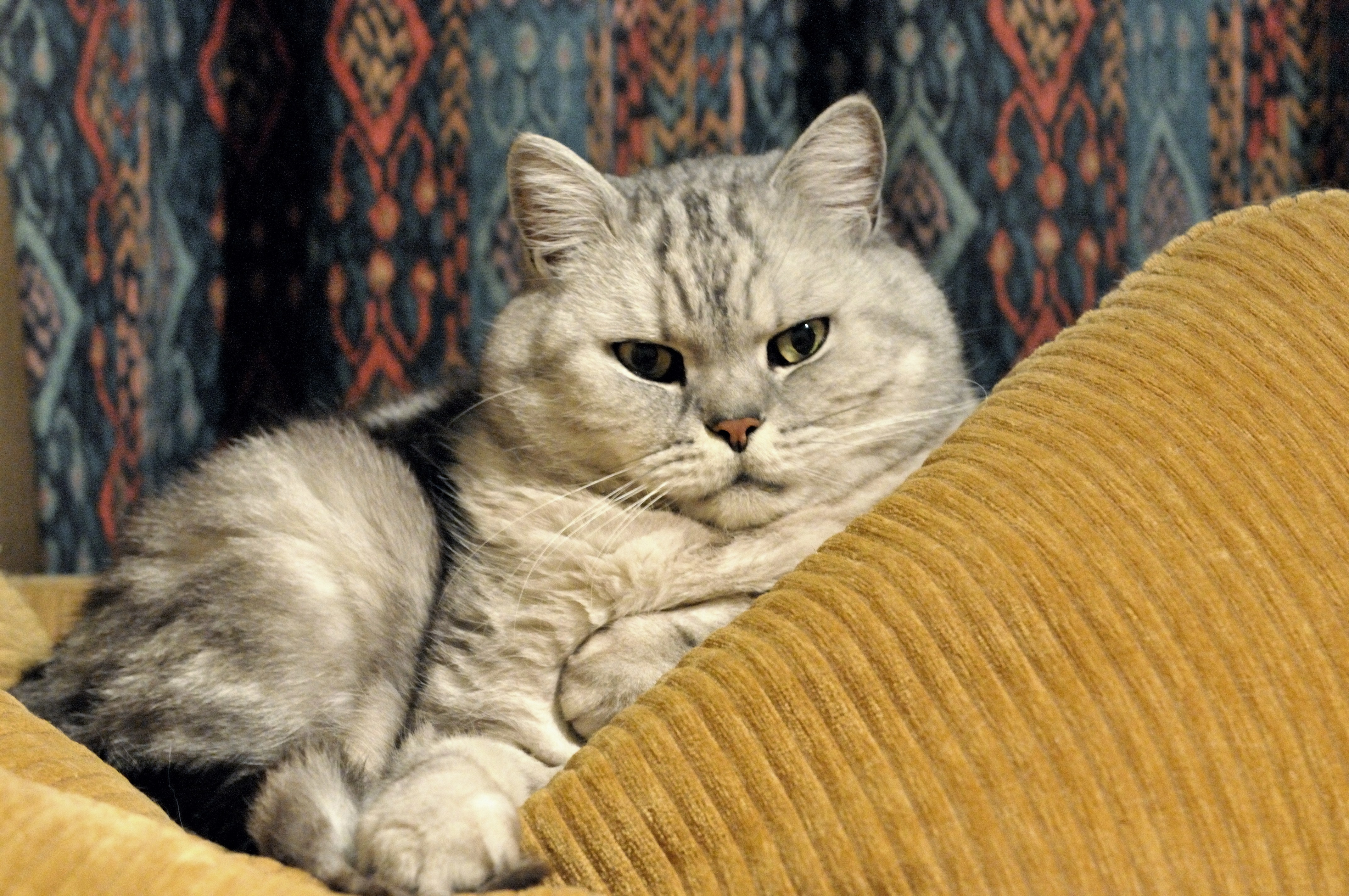
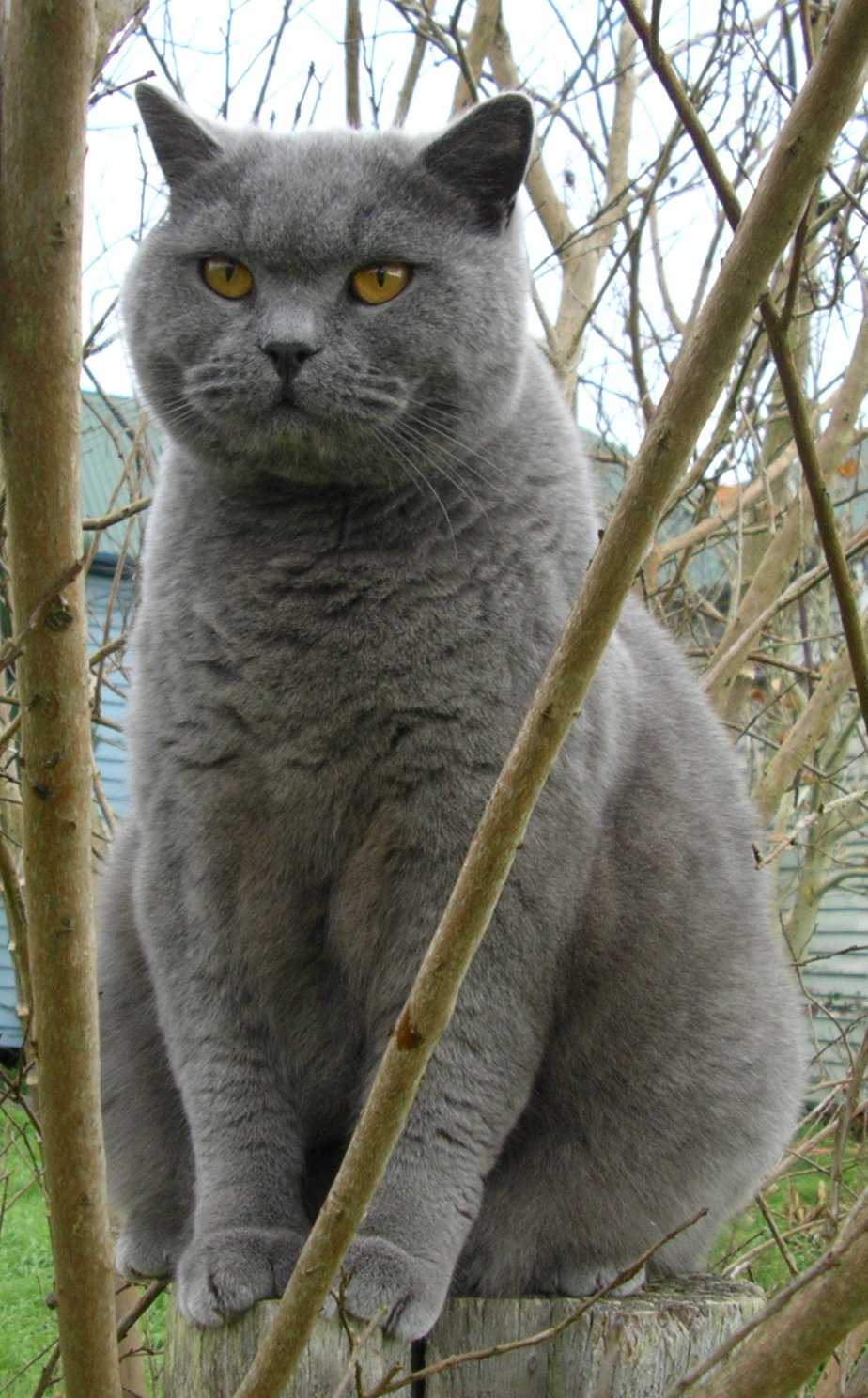
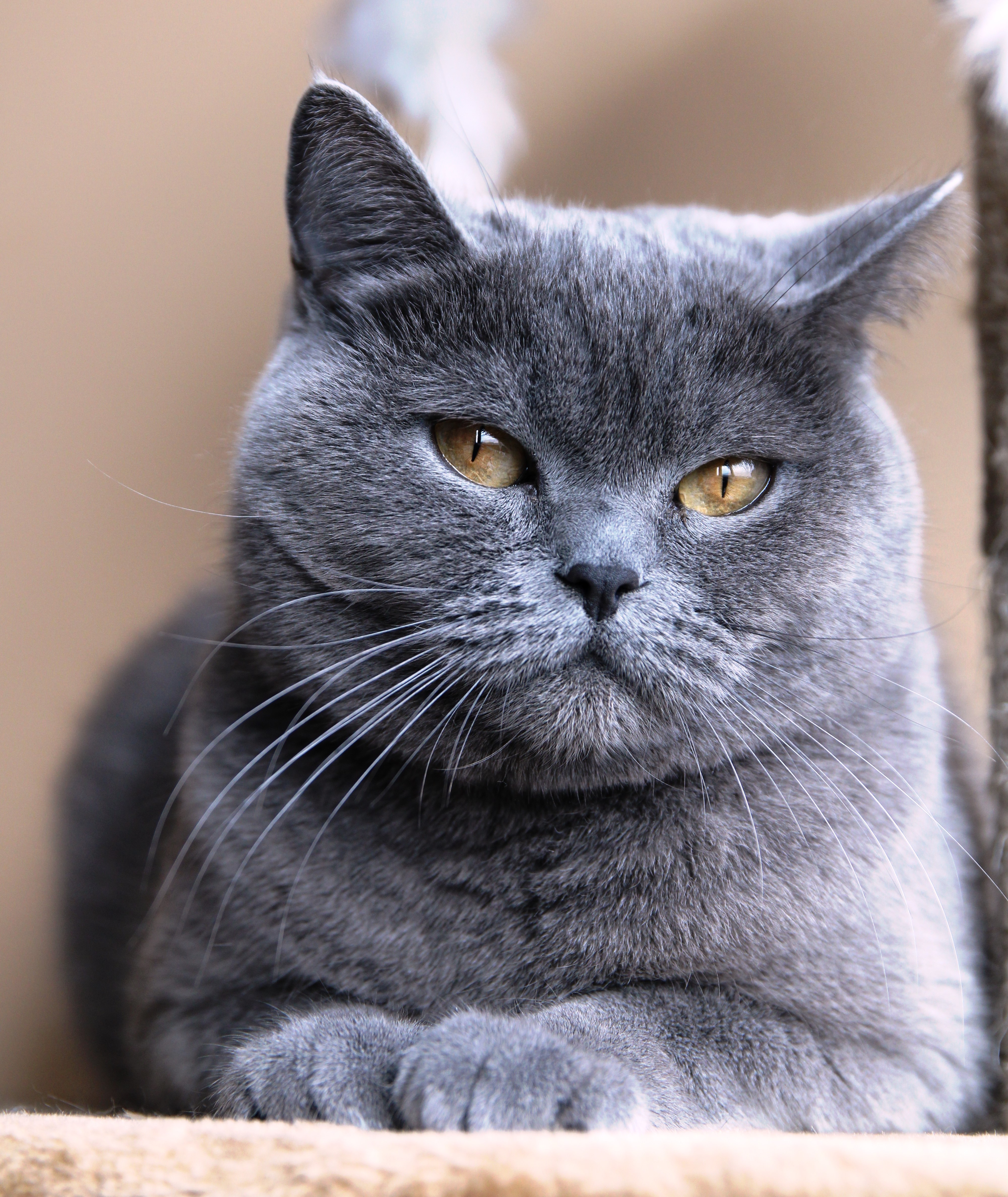
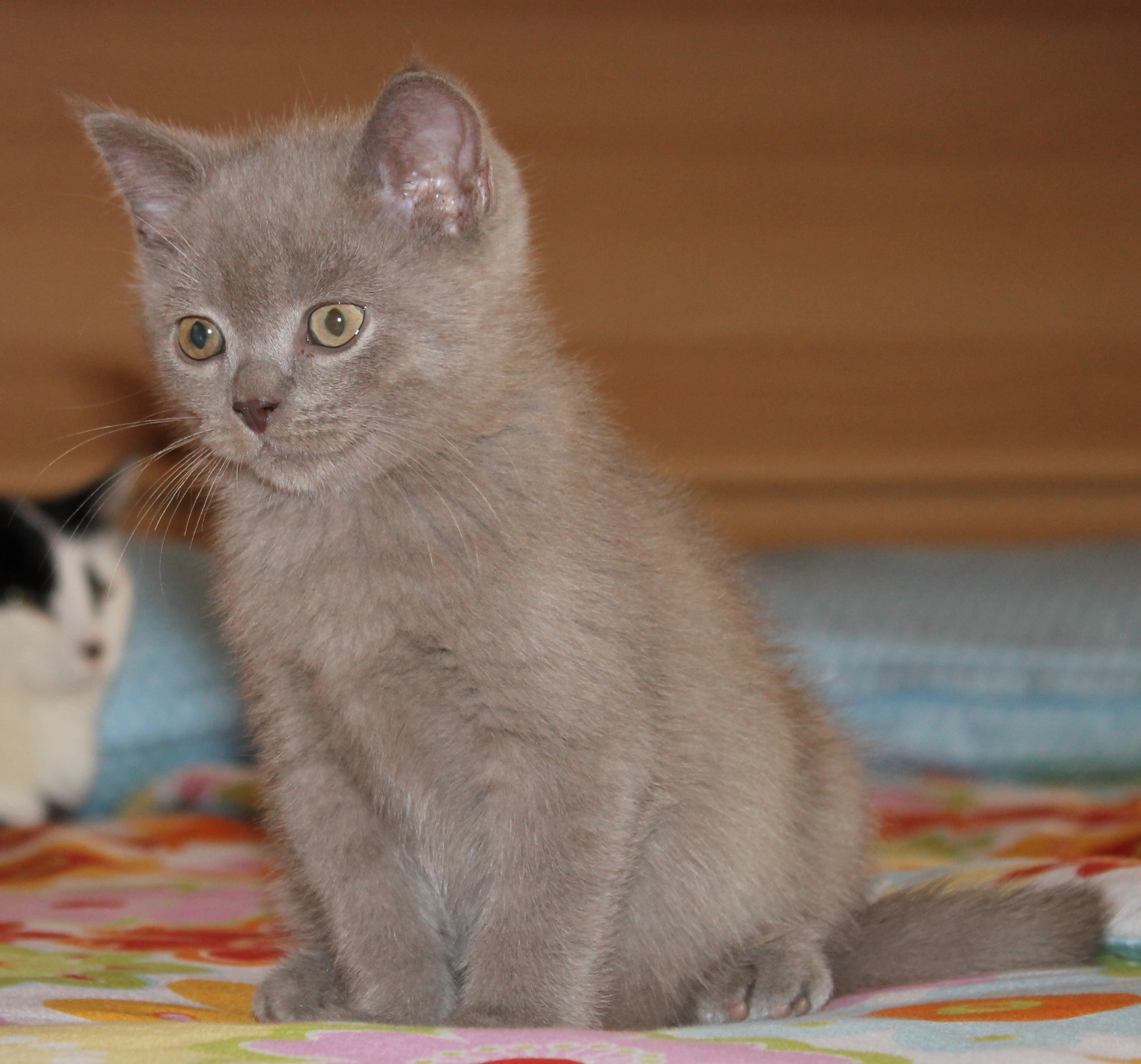
Gato británico de pelo corto de 2 meses de edad.
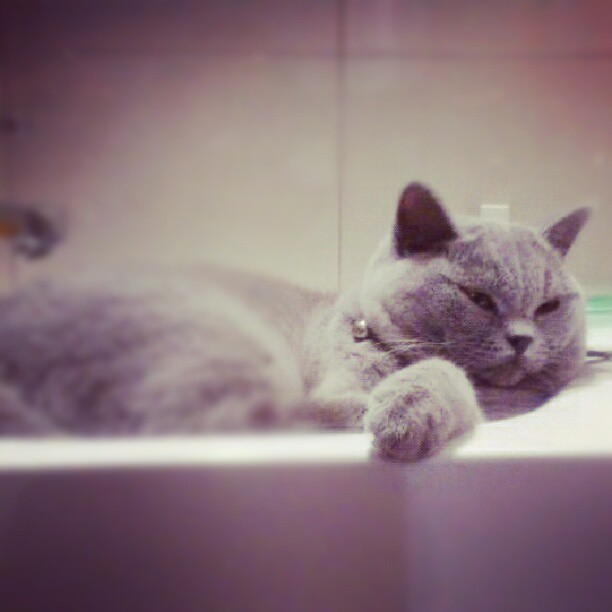
Gato británico de pelo corto azul de 8 meses de edad durmiendo.
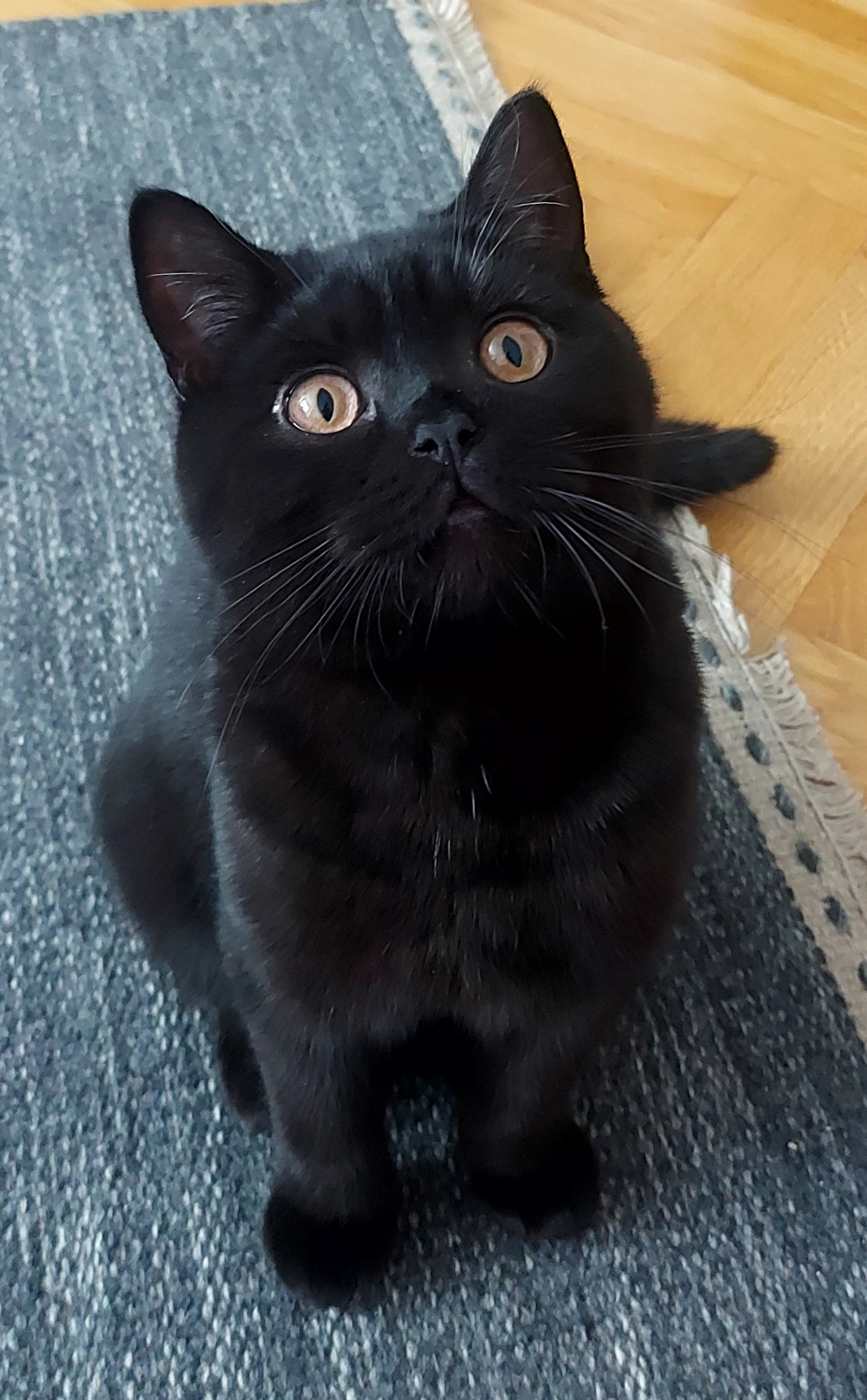
Gato británico de pelo corto negro, cinco meses.

## Cuidados

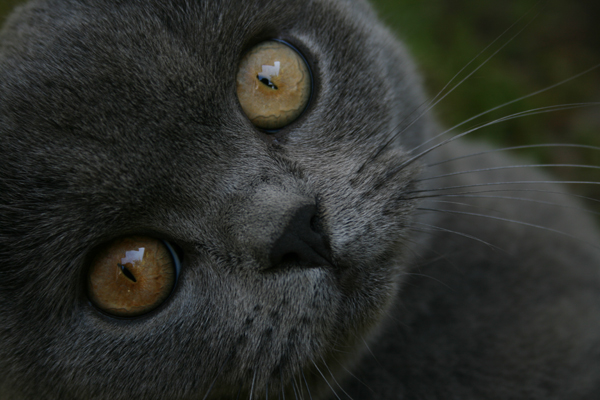
Cachorro British Shorthair azul, con color de ojos en desarrollo hacia el cobrizo típico de esta variedad.

Se trata de una raza con unas atenciones muy sencillas, pero básicas para su mantenimiento. 
- Cajón de arena: en un lugar accesible, separado de su comida y ventilado.
- Cama: su propio lugar para dormir.
- Comida y bebida: cuanto mayor sea la calidad de su comida, más sano crecerá y por tanto, más tiempo regalará su amor y compañía. Es muy importante que tenga a su disposición agua fresca y limpia todos los días.
- Uñas: está prohibida la amputación de las uñas, el llamado "declawing", una atroz mutilación.  Con unas tijeritas especiales se le puede hacer un mantenimiento, teniendo mucho cuidado. Si es la primera vez, es mejor que lo enseñe un veterinario. También se mantienen perfectamente proporcionándole un rascador, encontrándose un sinfín de modelos en el mercado.
- Pelo: Basta con eliminarle el pelo muerto para evitar que lo ingiera al lamerse. Se puede utilizar un peine de púas metálicas para gatos. Esto es muy importante durante los períodos de muda, que tienen lugar en primavera y supone una gran pérdida de pelo y subpelo.
- Desparasitaciones: Interna y externa. Los veterinarios informan sobre la materia.

Por lo demás, la selección natural ha hecho de este gato una raza muy sana.

## Salud
El comité de cría en el Reino Unido considera al British Shorthair un gato longevo, con una esperanza de vida de 14-20 años. Datos de clínicas veterinarias en Inglaterra muestran una esperanza de vida media de 11.8 años. Datos de seguros suecos indican una esperanza de vida media de la raza >12.5 años. El 82% de los British Shorthairs vivieron más de 10 años y el 54% superó los 12.5 años.
La miocardiopatía hipertrófica (MCH) puede ser un problema en la raza. Un estudio en Dinamarca con más de 329 gatos mostró que el 20.4% de los machos y el 2.1% de las hembras tenían MCH. Además, el 6.4% de los machos y el 3.5% de las hembras fueron considerados como casos equívocos. Actualmente, es obligatorio realizar pruebas de MCH en los machos utilizados para la cría por los criadores organizados bajo el miembro danés de Fife, Felis Danica.
Se considera que la raza está en alto riesgo de padecer la enfermedad renal poliquística (PKD). Un laboratorio de pruebas de ADN ha observado una disminución significativa de las mutaciones de PKD en las poblaciones examinadas, y la frecuencia de portadores genéticos ahora es del 1%.

### Problemas de salud potenciales
Enfermedad renal poliquística
Esta enfermedad forma quistes en los riñones de los gatos, provocando insuficiencia orgánica. Se puede detectar mediante pruebas genéticas o ultrasonido. Aunque no tiene cura, existen medicamentos que alivian sus efectos y ralentizan su avance.
Cardiomiopatía
El engrosamiento del músculo cardíaco limita el bombeo sanguíneo, lo que causa coágulos y fallo cardíaco. Se puede detectar mediante ultrasonido, ECG y radiografía. Los medicamentos alivian y retrasan el avance de la enfermedad.
Las enfermedades del tracto urinario también son comunes.

### Hipertiroidismo
Algunos British Shorthairs padecen hipertiroidismo, causado por un exceso de hormonas tiroideas que afecta el metabolismo. Esto provoca problemas serios, ya que las hormonas tiroideas afectan a casi todos los órganos, especialmente el corazón de los gatos. Sobre todo, los gatos mayores son más susceptibles. Algunos síntomas incluyen pérdida de peso, jadeo, malestar y pelaje grasoso. El tratamiento del hipertiroidismo en gatos requiere cirugía y medicación.

### Cistitis en gatos
La cistitis afecta las vías urinarias de los gatos y causa inflamación en su vejiga urinaria. Es una afección difícil de curar. Suele ser causada por estrés, infecciones bacterianas y cálculos en la vejiga. Los síntomas incluyen micción frecuente y presencia de sangre en la orina de los gatos. Los gatos con cistitis necesitan beber mucha agua y seguir una dieta especial. El tratamiento involucra medicamentos antiinflamatorios y antibióticos.